# Ryegate
|  | Per a altres significats, vegeu «Ryegate (Vermont)». |

Ryegate és una població del Comtat de Golden Valley (Montana) als Estats Units d'Amèrica.

## Demografia
Segons el cens dels Estats Units del 2000 Ryegate tenia 268 habitants., 113 habitatges, i 81 famílies. La densitat de població era de 152,2 habitants per km².
Dels 113 habitatges en un 26,5% hi vivien nens de menys de 18 anys, en un 66,4% hi vivien parelles casades, en un 4,4% dones solteres, i en un 28,3% no eren unitats familiars. En el 25,7% dels habitatges hi vivien persones soles el 15,9% de les quals corresponia a persones de 65 anys o més que vivien soles. El nombre mitjà de persones vivint en cada habitatge era de 2,37 i el nombre mitjà de persones que vivien en cada família era de 2,84.
Per edats la població es repartia de la següent manera: un 22% tenia menys de 18 anys, un 4,5% entre 18 i 24, un 21,6% entre 25 i 44, un 24,6% de 45 a 60 i un 27,2% 65 anys o més.
L'edat mediana era de 46 anys. Per cada 100 dones de 18 o més anys hi havia 99 homes.
La renda mediana per habitatge era de 26.250 $ i la renda mediana per família de 34.167 $. Els homes tenien una renda mediana de 19.688 $ mentre que les dones 18.750 $. La renda per capita de la població era de 12.016 $. Aproximadament el 20% de les famílies i el 20,2% de la població estaven per davall del llindar de pobresa.

## Poblacions properes
El següent diagrama mostra les poblacions més properes.